# Louis de Saint-Gelais
Louis de Saint-Gelais de Lansac, baron de La Motte-Saint-Héray (1513-1589) serait le fils naturel du roi François Ier ,,,,,.
Proche de la reine Catherine de Médicis, il fut l'un des 100 chevaliers de l'ordre du Saint-Esprit , maire de Bordeaux, diplomate et conseiller d'État.

## Biographie
Né en 1513 à  Cornefou (près de Cognac), il serait le fils naturel de François Ier ,, et de sa maîtresse Jacquette de Lansac , (épouse d'Alexandre de Saint-Gelais, conseiller et chambellan de Louis XII). En 1552, il est nommé panetier du Roi, puis en 1553 gentilhomme de sa chambre, et bientôt gouverneur des futurs rois François II et Charles IX. François II le nomme en son conseil privé le 16 juillet 1559, et la même année chevalier de l'ordre de Saint-Michel. Il est pourvu de la charge de capitaine de la seconde compagnie de  Cent Gentilshommes ordinaires de la Maison du Roi entre 1568 et 1578. Catherine de Médicis lui confie la surintendance des finances et le nomme premier gentilhomme de sa chambre (chevalier d'honneur) en 1573. Il achète la baronnie de la Mothe-Saint-Héray (Deux-Sèvres) le 25 février 1576.
Le roi Henri III le fait chevalier de l'ordre du Saint-Esprit, en l'église des Augustins à Paris le 31 décembre 1579.
Il est élu maire de Bordeaux  entre 1556 et 1558. Il participe également au Concile de Trente en qualité d'ambassadeur. Il décède en octobre 1589 au château de Précy-sur-Oise.

## Armoiries
Armoiries de la famille de Saint-Gelais : D'azur à la croix alésée d'argent.
Couronne de marquis (XVIIe).

## Descendance
Il avait épousé :
- Jeanne de la Roche-Landry [8](°+1563), fille de Philippe, baron de la Roche-Landry en Angoûmois et de Jeanne de Beaumont, d'oú:
  - Guy (1544-1622), son successeur
  - Claude († vers 1583), dame de Pressy, épouse du baron navarrais Charles de Luxe
- puis Gabrielle de Rochechouart-Mortemart[8] le 8 octobre 1565, fille de François, baron de Mortemart, d'oú:
  - Charles († 1586)
  - François, seigneur de Vernon, abbé de saint-Lô, protonotaire du Saint-Siège
  - autre Claude, dame de Laye en Béarn

Il eut aussi un enfant illégitime :
- Urbain († 1613), évêque de Comminges

La postérité mâle de Louis de Saint-Gelais s'éteignit à la troisième génération, en 1636.